# Cryptus gracillimus
Cryptus gracillimus là một loài tò vò trong họ Ichneumonidae.